# Dubbelsvans

Sveriges stora riksvapen med två lejon med dubbelsvans

Lejon med dubbelsvans.

Dubbelsvans är en heraldisk detalj som förekommer i vapensköldar med olika djur, till exempel lejon, där djurets svans är kluven nästan ända ned till roten och de två förgreningarna tvinnade.
Lejon med dubbelsvans är känt bland annat från Böhmens vapen (som numera ingår i Tjeckiens riksvapen). Den äldsta svenska förekomsten är från Gustav II Adolfs Nürnbergsriksdaler från 1632. Sköldhållarna i Sveriges stora riksvapen har dubbelsvansar.